# Pape Gueye
Pape Alassane Gueye (ur. 24 stycznia 1999 w Montreuil) – senegalski piłkarz francuskiego pochodzenia, występujący na pozycji pomocnika w hiszpańskim klubie Villarreal CF oraz w reprezentacji Senegalu. Zwycięzca Pucharu Narodów Afryki 2021.
Uczestnik Mistrzostw Świata 2022. Młodzieżowy reprezentant Francji.